# Ближе нельзя
«Ближе нельзя» — третий студийный альбом российской музыкальной группы Вельвеt, выпущенный 13 апреля 2013 года.

## Об альбоме
Первым синглом с альбома стала песня «Капитан Арктика», выпущенная в январе 2011 году. Эта песня была написана Екатериной Белоконь под впечатлением от wiki-романа Натана Дубовицкого «Машинка и Велик, или упрощение Дублина». Эта композиция стала дебютом группы на «Нашем радио».
Вторым синглом стал «Все забудется» изданный в 2012 году. Клип на композицию снял режиссёр Влад Разгулин. Третий сингл — «Без меня» — вышел в 2013 году. В начале февраля 2013 года состоялись съёмки клипа под руководством Разгулина. Главную роль в клипе сыграл актёр театра и кино Даниил Страхов.

### Рецензии
Катя Белоконь начинает с размеренной и очень красивой «Земли», где образ затерянной в космосе планеты экстраполируется на частные отношения ее обитателей. Мелодично-меланхоличную «Все забудется» стоит слушать из-за чудесного припева.
Следующая песня «Герой» тоже затрагивает некие социально-нравственные материи, которые опять-таки сложно расслышать из-за великолепной мелодии припева: она еще долго играет в голове, не позволяя сосредоточиться на смысле повествования про место, «где каждый второй жаждет быть первым, не помня ни чести, ни совести». «Любовь на века», «Невидимка», и «Без меня» - отличная, цепляющая любовная лирика, типичные «вельветовские» шлягеры. А вот в «Ловушках» Катя вновь удивляет, бойко и слегка цинично посвящая песню женским схемам охоты на мужчин.
В «Маленьком принце» обратите внимание на то, как солистка исполняет фразу «подари мне хоть каплю надежды» - это даже на фоне незабываемых «вельветовских» припевов выглядит как элемент ультра-си. Сюжет «Лучшей песни» продолжает «чижовскую» «О любви», повествуя о создании хита на заказ: ничего особенного, но подкупает добрая ирония, с которой Катя Белоконь разыгрывает эту щекотливую тему.
К концу альбома, правда, становится понятно, что от сокращения на два-три трека он бы только выиграл. Когда оригинальных песен чертова дюжина, слышно, что некоторые из них при желании взаимозаменяемы.
— Алексей Мажаев, InterMedia

## Список композиций
Все тексты написаны Екатериной Белоконь, вся музыка написана Екатериной Белоконь и Евгением Панковым.
| №                   | Название                 | Длительность |
| ------------------- | ------------------------ | ------------ |
| 1.                  | «Земля»                  | 4:27         |
| 2.                  | «Всё забудется»          | 3:47         |
| 3.                  | «Несчастливая»           | 3:15         |
| 4.                  | «Герой»                  | 3:55         |
| 5.                  | «Любовь на века»         | 3:45         |
| 6.                  | «Ловушки»                | 3:56         |
| 7.                  | «Невидимка»              | 4:14         |
| 8.                  | «Без меня»               | 3:42         |
| 9.                  | «Я не хочу»              | 2:58         |
| 10.                 | «Маленький принц»        | 4:24         |
| 11.                 | «Лучшая песня для радио» | 3:48         |
| 12.                 | «Капитан Арктика»        | 4:35         |
| 13.                 | «Всё хорошо»             | 4:34         |
| Общая длительность: | Общая длительность:      | 51:20        |

| №                   | Название                        | Длительность |
| ------------------- | ------------------------------- | ------------ |
| 14.                 | «Без меня» (DJ Fisun remix)     | 3:30         |
| 15.                 | «Ближе нельзя» (DJ Fisun remix) | 2:57         |
| Общая длительность: | Общая длительность:             | 6:27         |

## Участники записи
Вельвет
- Екатерина Белоконь — вокал, музыка.
- Максим Зорин — гитара.
- Данил Лахтин — клавиши.
- Александр Лифшиц — бас-гитара.
- Евгений Тарцус — барабаны.